# Encyclia chapadensis
Encyclia chapadensis är en orkidéart som beskrevs av Lou Christian Menezes. Encyclia chapadensis ingår i släktet Encyclia och familjen orkidéer. Inga underarter finns listade i Catalogue of Life.